# Chioma Ajunwa
Chioma Ajunwa, född den 25 december 1970, är en nigeriansk före detta friidrottare som tävlade under 1990-talet i längdhopp.
Ajunwa började sin karriär som fotbollsspelare och spelade med det nigerianska landslaget. 1992 stängdes hon av för dopingbrott och tilläts tävla igen först 1996. Vid de Olympiska sommarspelen 1996 i Atlanta blev hon den första idrottaren från Nigeria att vinna en olympisk guldmedalj. I finalen slog hon sitt personliga rekord när hon hoppade 7,12.
Hennes sista mästerskap blev VM i Edmonton 2001 där hon inte lyckades ta sig vidare till finalhoppningen.

## Personliga rekord
- Längdhopp - 7,12, afrikanskt rekord
- 60 meter (inomhus) - 7,02, afrikanskt rekord, delat med landsmaninnan Christy Opara-Thompson
- 100 meter - 10,84, nigerianskt rekord
- 200 meter - 22,93